# Balasamudram
Balasamudram è una suddivisione dell'India, classificata come town panchayat, di 12.281 abitanti, situata nel distretto di Dindigul, nello stato federato del Tamil Nadu. In base al numero di abitanti la città rientra nella classe IV (da 10.000 a 19.999 persone).

## Geografia fisica
La città è situata a 10° 24' 31 N e 77° 30' 18 E.

## Società

### Evoluzione demografica
Al censimento del 2001 la popolazione di Balasamudram assommava a 12.281 persone, delle quali 6.221 maschi e 6.060 femmine. I bambini di età inferiore o uguale ai sei anni assommavano a 1.178, dei quali 580 maschi e 598 femmine. Infine, coloro che erano in grado di saper almeno leggere e scrivere erano 6.489, dei quali 3.948 maschi e 2.541 femmine.